# Мухаметшин, Фарид Хайруллович
Фарид Хайруллович Мухаметшин (тат. Фәрит Хәйрулла улы Мөхәммәтшин; род. 22 мая 1947, Альметьевск, Татарская АССР, РСФСР, СССР) — российский государственный и политический деятель. Председатель Государственного Совета Республики Татарстан с 27 мая 1998.
Премьер-министр Республики Татарстан с 16 января 1995 по 28 мая 1998. Кандидат социологических наук (1996), доктор политических наук (2001). Действительный член Академии технологических наук Российской Федерации.

## Биография
Трудовую деятельность начал в 1963 году токарем на газобензиновом заводе г. Альметьевска, шофер автотранспортной конторы треста «Альметьевбурнефть».
В 1966—1968 годах проходил службу в рядах Советской армии.
1968—1970 годы — слесарь нефтепромыслового управления «Альметьевнефть».
В 1972 году — окончил Альметьевский техникум газовой промышленности.

### Партийная работа в Татарской АССР
В 1970—1978 годах — на комсомольской и партийной работе: инструктор Альметьевского горкома ВЛКСМ, инструктор промышленно-транспортного отдела Альметьевского горкома КПСС.
В 1979 году окончил Уфимский нефтяной институт.
В 1978—1980 годах — заместитель председателя исполкома Альметьевского городского Совета народных депутатов, в 1980—1985 годах — первый заместитель председателя исполкома Альметьевского городского Совета народных депутатов. В 1978—1990 годах избирался депутатом Альметьевского городского Совета народных депутатов.
В 1985—1987 годах — секретарь, затем второй секретарь Альметьевского горкома КПСС.
В 1986 году окончил Саратовскую высшую партийную школу.
С 1988 года — председатель исполкома Альметьевского городского Совета народных депутатов.
В 1989—1990 годах — министр торговли Татарской АССР.
В 1990 году — первый секретарь Альметьевского горкома КПСС.

### В правительстве Татарстана

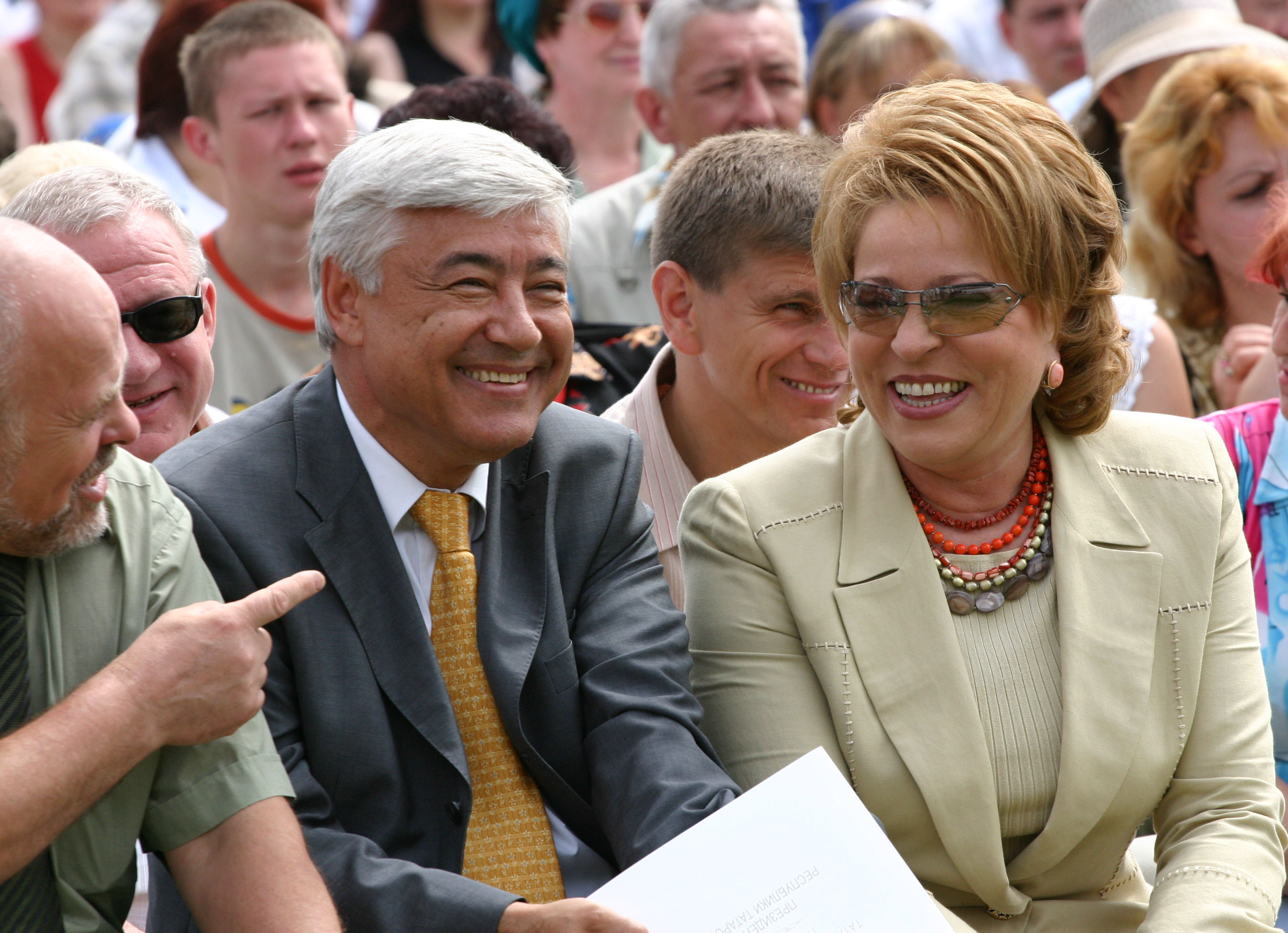
Фарид Мухаметшин и Валентина Матвиенко, 2006 г.

В 1990—1991 годах — заместитель председателя Совета министров Татарской ССР.
С 1991 года — председатель Верховного совета Татарской ССР, с 1992 года — председатель Верховного совета Республики Татарстан.
В 1995—1998 годах — премьер-министр Республики Татарстан.
С 1998 года — председатель Государственного совета Республики Татарстан.
С 1999 года — заместитель председателя Совета безопасности Республики Татарстан.
С мая 1998 года по январь 2002 года — член Совета Федерации Федерального Собрания Российской Федерации, входил в состав Комитета по делам Федерации, федеративному договору и региональной политики.
С 2003 года является секретарём политсовета Татарстанского регионального отделения партии «Единая Россия». Неоднократно входил в тройку лидеров партийного списка на выборах депутатов Госдумы.

### Общественная деятельность
Был председателем Альметьевской городской Федерации хоккея с шайбой, президентом Федерации хоккея Республики Татарстан, президентом хоккейного клуба «Ак Барс».
С 2007 года — председатель совета Ассамблеи народов Татарстана.
С 2009 года — председатель Координационного совета по делам соотечественников при Президенте Республики Татарстан.
С 2011 года — президент Федерации волейбола Республики Татарстан.
С 2012 года — член Совета законодателей Российской Федерации. Председатель Комиссии по проблемам международного сотрудничества. Член Президиума Совета законодателей.
С 2013 года — заместитель председателя Совета при Президенте Республики Татарстан по межнациональным и межконфессиональным отношениям.

### Научная деятельность
В 1996 году в Казанском государственном университете под научным руководством доктора исторических наук, профессора Э. С. Рахматуллина защитил диссертацию на соискание учёной степени кандидата социологических наук по теме «Представительные и исполнительные органы власти Республики Татарстан как фактор стабилизации социальных процессов в период реформирования политической системы» (специальность 22.00.04 — социальная структура, социальные институты и процессы). Официальные оппоненты — доктор философских наук, профессор Ф. С. Файзуллин и кандидат философских наук, профессор Р. Б. Тагиров. Ведущая организация — Нижегородский государственный университет имени Н. И. Лобачевского.
В 2001 году в Российской академии государственной службы при Президенте Российской Федерации защитил диссертацию на соискание учёной степени доктора политических наук по теме «Федеративные отношения как фактор социально-политического развития республики-субъекта Российской Федерации» (специальность 23.00.02 — политические институты, процессы и технологии).
Автор ряда монографий и многочисленных публикаций по проблемам федеративного устройства, межнациональных отношений, политики и экономики переходного периода.

## Награды
- Орден «За заслуги перед Отечеством» III степени (18 мая 2017 года) — за большой вклад в укрепление российской государственности, развитие парламентизма и активную законотворческую деятельность[3].
- Орден «За заслуги перед Отечеством» IV степени (18 мая 2012 года) — за большой вклад в укрепление российской государственности[4].
- Орден Александра Невского (14 ноября 2022 года) — за большой вклад в укрепление российской государственности, развитие парламентаризма и активную законотворческую деятельность[5]
- Орден Почёта (14 ноября 2005 года) — за заслуги в развитии российской государственности и активное участие в законотворческой деятельности[6].
- Орден Дружбы (22 мая 1997 года) — за заслуги перед государством и большой вклад в укрепление дружбы и сотрудничества между народами[7].
- Орден «За заслуги перед Республикой Татарстан» (2007) — за большой вклад в дело становления государственности Татарстана и социально-экономического развития республики.
- Орден «Дуслык» (2022) — за особые заслуги в укреплении международного авторитета и социально-экономического потенциала Республики Татарстан, межнационального мира и согласия[8].
- Медаль «В память 1000-летия Казани» (2005).
- Орден Дружбы народов (2012, Республика Башкортостан).
- Почётная грамота Президента Российской Федерации (12 декабря 2008 года) — за активное участие в подготовке проекта Конституции Российской Федерации и большой вклад в развитие демократических основ Российской Федерации[9].
- Почётная грамота Президента Российской Федерации (4 декабря 2023 года) — за заслуги в проведении Международного экономического форума «Россия — Исламский форум «KazanForum»[10].
- Благодарность Президента Российской Федерации (23 января 2014 года) — за заслуги в развитии физической культуры и спорта, высокие спортивные достижения на XXVII Всемирной летней универсиаде 2013 года в городе Казани[11].
- Почётная грамота Правительства Российской Федерации (15 мая 1997 года) — за заслуги в развитии экономики Республики Татарстан, совершенствование федеративных отношений и многолетний добросовестный труд[12].
- Награждён иными государственными, правительственными, ведомственными и общественными наградами Российской Федерации, субъектов РФ и Республики Татарстан.
- Орден «За верность долгу» (28 июня 2017 года, Республика Крым) — за вклад в укрепление дружбы и сотрудничества с Республикой Крым, развитие социально-экономических и культурных связей[13].
- Нагрудный знак «За вклад в развитие парламентаризма в Республике Саха (Якутия)» (20 мая 2021) — за вклад в развитие законодательства, парламентаризма и межпарламентских связей.
- Медаль «За укрепление парламентского сотрудничества» (21 ноября 2019 года, Межпарламентская ассамблея СНГ) — за особый вклад в развитие парламентаризма, укрепление демократии, обеспечение прав и свобод граждан в государствах — участниках Содружества Независимых Государств[14].

## Семья
Женат. Взрослые сын и дочь. Четыре внучки и внук.
Дочь Лилия работает врачом, сын Дамир является заместителем генерального директора — директором департамента ПАО «Татнефть» в г. Казани.